# آفتاب‌پرست دانه‌درشت
آفتاب‌پرست دانه‌درشت (نام علمی: Heliotropium dolosum) نام یک گونه از سردهٔ آفتاب‌پرست است. سردهٔ آفتاب‌پرست در ایران ۴۷ گونهٔ علفی یک ساله و چند ساله دارد که در سراسر ایران پراکنده‌اند. آفتاب‌پرست دانه‌درشت یکی از ۴۷ گونهٔ موجود در ایران است.